# Nicolae Niculescu-Buzău
Nicolae Niculescu-Buzău (n. 1872, Buzău, România – d. 1957) a fost un actor de operetă, revistă și comedie . A jucat în trupa lui Matei Millo, după care la Ansamblul de operetă al buzoianului Nicu Poenaru (1894). 

## Biografie
Din 1901, intră în Societatea lirică română, nucleul viitorului Teatru de Operă și Operetă. Inaugurează în 1903, cu Nicu Poenaru, Parcul Oteteleșeanu cu rolul maiorului din Moștenitorii veseli de Wittenberg, iar din 1907, împreună cu Constantin I. Nottara, deschide grădina „Ambasador", devenită mai târziu „CĂRĂBUȘ". Obține succese remarcabile cu trupa pe care a condus-o împreună cu Nae Leonard.
A decedat în 1957 și a fost înmormântat în Cimitirul Bellu.

## Distincții
- Medalia Muncii (19 aprilie 1952) „pentru munca depusă cu ocazia «Centenarului Caragiale»”[3]

## Roluri în teatru
- Jianu, căpitan de haiduci - debut (1889)
- Porcarul și Măria Sa Vodă (rolul Preotului)
- Clereta în concentrare
- Fiica tamburului major
- Mzelle Nitouche (1902)
- Moștenitorii veseli (1903)
- Vînt de primăvară (1904)
- Secretarii
- Traviata
- Maiorul Mura
- Dama de la Maxim (1907)
- Zozo
- Răpirea din Popa-Tatu
- Mehmet-Marafet
- Manase
- Stane de piatră (1910)
- Ariciul și sobolul (jucat în 1911, la Cazinoul din Sinaia, în fața Familiei Regale)
- Regele
- Copilul din flori
- Călugărul din vechiul schit (22 martie 1937) jucat la Buzău
- O noapte la Union; O noapte furtunoasă (1949)
- Nepotul domnului prefect (1950)
- Momente; D-ale Carnavalului (1952)
- Revizorul (1952)
- Matei Millo (1953)

## Filmografie
- O noapte de pomină (1939)